# Magnus Emmander
Magnus Emmander, död 1712 i Säby församling, Jönköpings län, var en svensk präst. 

## Biografi
Magnus Emmander blev 1673 student vid Lunds universitet och prästvigdes 1676. Han blev 1677 komminister i Mellby församling och 1692 kyrkoherde i Marbäcks församling. Emmander blev 1702 kyrkoherde i Säby församling. Han avled i pesten 1712 i Säby församling.

### Familj
Emmander var gift med Christina Kylander.